# 島村彬
島村 彬（しまむら あきら、安永6年（1777年） - 弘化2年（1845年）は、江戸時代後期の儒学者、教育者。号は儺川。字（あざな）は子質。通称は孫六。福岡藩藩儒。

## 経歴
福岡藩士秋吉代蔵の子として生まれ、福岡藩の藩校修猷館教授島村遜の養嫡子となる。
文化10年（1813年）修猷館の指南本役助を経て教授となり、藩主の伴読役をつとめた。福岡藩主黒田家の家譜の編修にも携わった。
弘化2年6月（1845年）致仕して後に死去。